# 김상현 (1935년)
김상현(金相賢, 1935년 12월 6일~2018년 4월 18일)은 대한민국의 정치인이다. 본관은 김해(金海), 호(號)는 후농(後農)이다. 제6·7·8·14·15·16대 국회의원을 지냈다.
김상현은 1935년 12월 6일에 전라남도 장성군에서 태어났다. 그는 김해김씨 한림공파 22세손이다. 
서울 한영고등학교를 졸업하고 김대중이 운영하던 웅변학원에 취직하게 되는데 이런 인연으로 훗날 동교동계 정치인이 되었다. 1965년 31세에 민중당 소속으로 김재광의 사퇴로 치러진 서대문구 갑 보궐선거에서 당선되며 정계에 입문하였다. 1966년 3월 15일 국회 한일협정 대일청구권자금 사용안에 반대하여 필리버스터를 4시간 30분간 진행하였다. 이는 제6대 국회의 최장기록이다. 제8대 국회의원까지 순조롭게 3선을 기록했으나 10월 유신과 김대중 내란 음모 사건으로 인해 피선거권을 박탈당하고 오래도록 야인 생활을 겪어야 했다. 1979년 11월 YMCA 위장결혼식 사건에 참석하였다가 사건에 연루되어 보안사령부로 끌려가서 고문을 당했다.
1983년에 김대중을 대신하여 김영삼과 민주화추진협의회 의장권한대행을 맡았으며, 이를 바탕으로 신한민주당의 창당준비위원이 되어 신한민주당 돌풍을 일으켰다. 1987년에 제13대 대선을 앞두고 통일민주당이 분열하였을 때 김대중의 평화민주당에 합류하지 않고 통일민주당에 잔류하였다. 1990년 3당합당에 반대하여 민주당에 남았다. 1992년 제14대 총선에서 민주당 소속으로 국회의원에 당선되어 재기하였으나, 김대중의 노선을 비판하고 상도동계와도 친분을 유지하는 등의 독특한 행보로 이를 불쾌하게 여긴 동교동계 주류의 견제를 받아 정치 생활은 순탄하지 못하였다.
김대중의 정계 복귀 이후 제15대 총선에서는 새정치국민회의 소속으로 국회의원에 당선되었으나, 제15대 대선에서 당내 경선에 참여하면서 동교동계 주류의 미움을 샀다. 2000년 제16대 총선을 앞두고 새천년민주당의 공천심사에서 시민단체의 낙천운동 등으로 연세대학교 총학생회장 출신의 우상호에게 탈락하자 새천년민주당을 탈당하고 민주국민당의 창당에 합류하고 전국구 2번으로 출마하였으나 낙선하였다.
제16대 대선을 앞두고 새천년민주당의 노무현 후보 지지를 선언하며 새천년민주당에 복당한 뒤 광주 북구 갑 보궐선거에서 당선되었으나, 제17대 총선에서는 열린우리당의 강기정 후보에게 낙선하였고, 2007년에 기획 부동산업자 김현재로부터 불법정치자금을 받은 혐의로 징역 2년에 집행유예 3년, 추징금 13억 8천만원을 선고받아 그 후 은퇴하였다.
김상현이 1965년 재보궐선거에 출마할 당시 주요 이력은 "아이젠하워 대통령 내한환영 국민위원장"이 기재되었다고 한다. 또한 속칭 '마당발'로 유명한데 제14대 총선에서는 자신에게 밀려 공천탈락한 김학민을, 제15대 총선에서는 자신에게 패한 강성모를 자신의 선거대책위원장으로 영입했다고 전해진다.

## 학력
- 1948년 장성성산국민학교 졸업
- 1951년 한영중학교 졸업
- 1954년 한영고등학교 졸업

### 비학위 수료
- 1991년 성균관대학교 행정대학원 지방자치행정정책과정 수료
- 1993년 미국 메릴랜드 대학교 행정대학원 고위정책과정 수료
- 1999년 연세대학교 행정대학원 행정정책과정 수료

### 명예 박사 학위
- 1991년 퍼시픽 대학교 명예법학 박사
- 1992년 상트페테르부르크 대학교 명예정치학 박사

## 김상현을 연기한 배우
- 천호진 - 1998년 《삼김시대》 SBS 드라마
- 이원재 - 2005년 《제5공화국》 MBC 드라마

## 역대 선거 결과
|  | 36.46% |

|  | 32.7% |

|  | 62.43% |

|  | 31.39% |

|  | 45.49% |

|  | 40.10% |

|  | 3.7% |

|  | 55.84% |

|  | 33.87% |

## 소속 정당
| 소속 정당 | 소속 정당      | 소속 기간 | 비고                |
| --------- | -------------- | --------- | ------------------- |
|           | 민주당         | 1956~1960 | 정계 입문           |
|           | 무소속         | 1960~1963 | 탈당                |
|           | 민주당         | 1963~1965 | 창당                |
|           | 민중당         | 1965~1967 | 합당                |
|           | 신민당         | 1967~1969 | 합당                |
|           | 무소속         | 1969      | 자진 정당 해산      |
|           | 신민당         | 1969~1972 | 정당 재등록         |
|           | 무소속         | 1972~1985 | 탈당                |
|           | 신한민주당     | 1985~1987 | 창당                |
|           | 무소속         | 1987      | 탈당                |
|           | 통일민주당     | 1987~1990 | 창당                |
|           | 무소속         | 1990      | 탈당                |
|           | 민주당         | 1990~1991 | 창당                |
|           | 민주당         | 1991~1995 | 합당                |
|           | 무소속         | 1995      | 탈당                |
|           | 새정치국민회의 | 1995~2000 | 창당                |
|           | 새천년민주당   | 2000      | 합당                |
|           | 무소속         | 2000      | 탈당                |
|           | 민주국민당     | 2000~2001 | 창당                |
|           | 무소속         | 2001      | 탈당                |
|           | 새천년민주당   | 2001~2005 | 복당                |
|           | 민주당         | 2005~2007 | 당명 변경 정계 은퇴 |
|           | 중도통합민주당 | 2007      | 합당                |
|           | 민주당         | 2007~2008 | 당명 변경           |
|           | 통합민주당     | 2008      | 합당                |
|           | 민주당         | 2008~2011 | 당명 변경           |
|           | 민주통합당     | 2011~2013 | 합당                |
|           | 민주당         | 2013~2014 | 당명 변경           |
|           | 새정치민주연합 | 2014~2015 | 합당                |
|           | 더불어민주당   | 2015~2018 | 당명 변경 사망      |

## 가족 관계
4남 2녀 중 차남이다.
- 배우자: 정희원(鄭熙媛, 1936년~)
  - 장남: 김윤호(金潤浩, 1961년~)
  - 차남: 김준호(金準浩, 1962년~)
  - 딸: 김현주(金賢珠, 1964년~)
  - 삼남: 김영호(金映豪, 1967년~)

## 같이 보기
- 서대문구 갑 (1950년 선거구)
- 서대문구 을 (1950년 선거구)
- 대한민국 제7대 국회의원 선거 신민당 후보 목록#전국구
- 서대문구 갑
- 서울 서대문구의 국회의원
- 북구 갑 (광주)
- 광주 북구의 국회의원